# Saguenay (řeka)
Saguenay (anglicky Saguenay River, francouzsky rivière Saguenay) je řeka v provincii Québec na východě Kanady. Samotná řeka je 314 km dlouhá, včetně pramenného toku Péribonka pak 764 km. Povodí má rozlohu 90 000 km².

## Průběh toku
Za pramenný tok je považována řeka Péribonka, která pramení v horách Otish a ústí do jezera Saint-Jean, z kterého pak už odtéká pod jménem Saguenay. Pod městem Chicoutimi má dolina řeky tvar fjordu, který je hluboký až 300 m. Ústí do estuáru řeky svatého Vavřince.

## Vodní režim
Průměrný roční průtok vody nedaleko odtoku z jezera Saint-Jean činí 1470 m³/s. Zamrzá od listopadu do dubna.

## Využití
Na řece byla vybudována kaskáda vodních elektráren, jejichž energii využívají celulózové závody a kombinát na zpracování hliníku v Arvidě. Údolí řeky je turistickou oblastí.